# Isaäc Rammelman Elsevier (1802-1877)

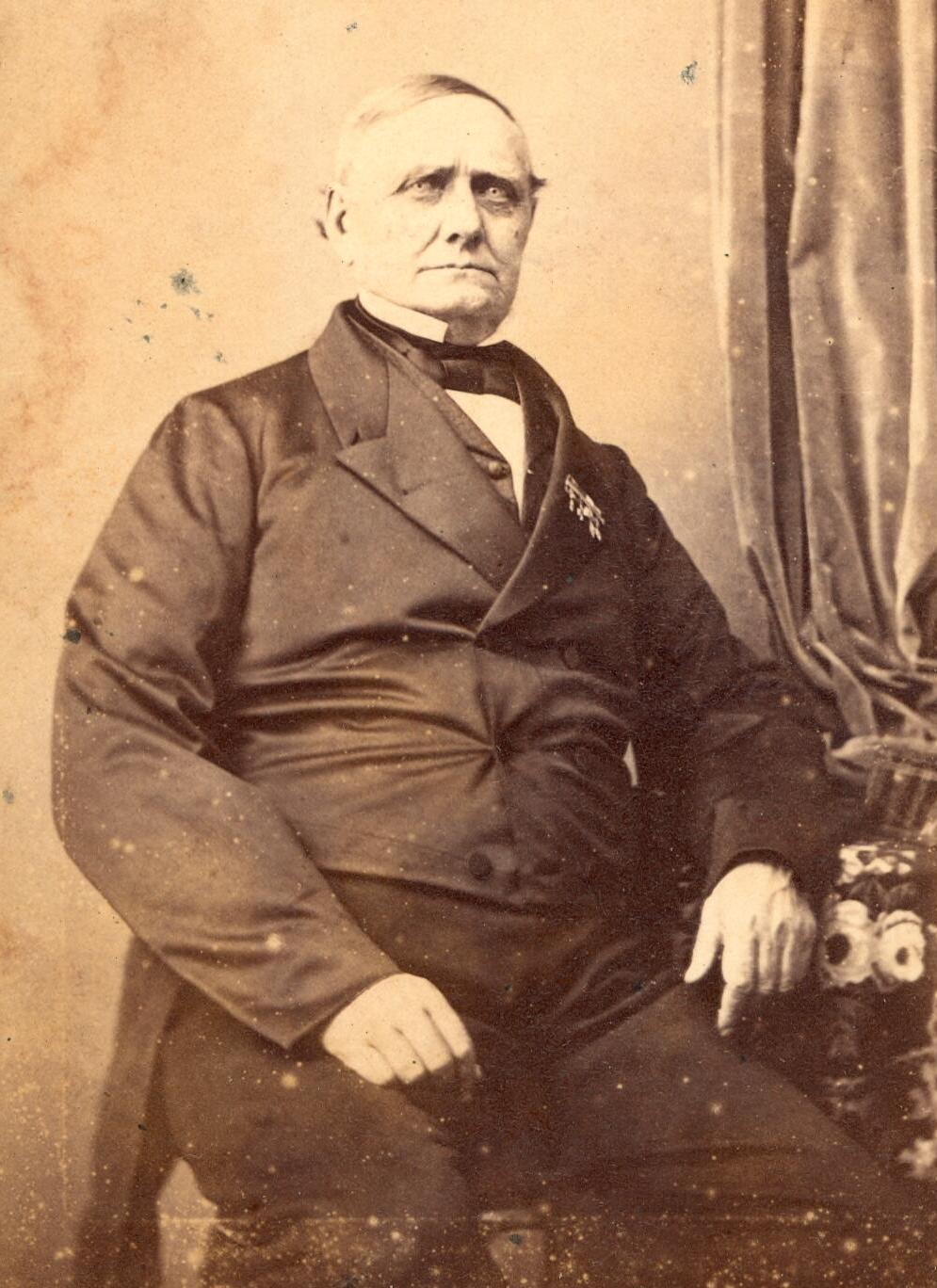
Isaäc Rammelman Elsevier

Jhr. Isaäc Johannes Rammelman Elsevier (Barneveld, 13 februari 1802 - Amsterdam, 24 juli 1877) was een Nederlands koloniaal bewindsman.
Elsevier, lid van de familie Rammelman Elsevier, was de tweede zoon van Isaäc Johannes Rammelman Elsevier sr.. Hij was eerst koloniaal secretaris en gedurende enige maanden (1 maart - 23 juni 1836) gezaghebber a.i., daarna van 1849 tot 1854 gouverneur van Curaçao en onderhorigheden.